# Jacob van Schuppen
Jacob van Schuppen (26. januar 1670 i Fontainebleau – 29. januar 1751 i Wien) var en østrigsk maler.
Han blev født i Frankrig, og arbejdede i Holland før han senere flyttede til Wien. I 1725 blev han udpeget som direktør for Wien Kunstakademi, da det blev genoprettet af Karl 6. som k.k. Hofakademie der Maler, Bildhauer und Baukunst.
I 1730 underviste han Adam Friedrich Oeser og han var også en inspiration for Daniel Gran. Han var nevø af Nicolas de Largillière..

## Fodnoter
1. ↑  Artfact.com entry on Oeser
2. ↑  Web Gallery of Art om Gran
3. ↑  Artcyclopedia